# Arisemus caceresi
Arisemus caceresi är en tvåvingeart som beskrevs av Quate och Brown 2004. Arisemus caceresi ingår i släktet Arisemus och familjen fjärilsmyggor.
Artens utbredningsområde är Peru. Inga underarter finns listade i Catalogue of Life.